# Vilouriz
Vilouriz (llamada oficialmente Santiago de Vilouriz) es una parroquia y un lugar español del municipio de Toques, en la provincia de La Coruña, Galicia.

## Entidades de población
Entidades de población que forman parte de la parroquia:
- Arnade
- Carboeiro (O Carboeiro)
- Goyás (Goiás)
- Guillamil
- Monte da Feira (O Monte da Feira)
- Pazo (O Pazo)
- Vilouriz
- La Iglesia (Eirexe)

## Demografía

### Parroquia
| Gráfica de evolución demográfica de Vilouriz (parroquia) entre 2000 y 2019 |
|                                                                            |
| Datos según el nomenclátor publicado por el INE.                           |

### Lugar
| Gráfica de evolución demográfica de Vilouriz (Lugar) entre 2000 y 2019 |
|                                                                        |
| Datos según el nomenclátor publicado por el INE.                       |